# Эдмондсон, Сара
Сара Эдмондсон (англ. Sarah Edmondson; род. 22 июня 1977, Ванкувер, Британская Колумбия, Канада) — канадская актриса.

## Карьера
Эдмондсон училась в рамках театральной программы в Средней школе Лонг Бёрд в Ванкувере. Затем она окончила Университет Конкордия в Монреале с BFA за «Театральное выступление». Она выступила во многих программах на YTV, как-то: «Боишься ли ты темноты?», «Тела студентов», «Томми-оборотень», — и в сериалах таких, как «Звёздные врата: SG-1», «Андромеда», «Godiva’s», «Эджмонт» и «Континуум». В 2007 году Эдмондсон была номинирована на премию Лео в категории «Самое лучшее выступление женщины в короткой драме» за свою роль в сериале «Sparklelite Motel».

### Озвучивание
Эдмондсон проделала работу в озвучивании множества фильмов Барби, Братц и Полли Покет. Также она озвучивает множество мультсериалов, в том числе персонажей Лори в «Transformers: Cybertron», Атланту в «Class of the Titans», Ти Стилтон в «Джеронимо Стилтон» и Сидней Гарднер в «Макс Стил». Эдмондсон озвучила персонажа Винди Вислз в эпизоде седьмого сезона мультсериала «Дружба — это чудо» «Parental Glideance».

## Личная жизнь
Эдмондсон по национальности является еврейкой, она проживала в кибуце в Израиле.
Она замужем за Энтони Эймсом — актёром и бывшим квотербеком Лиги плюща.

### NXIVM
Эдмондсон утверждала, что никогда не решалась исследовать группу и присоединилась случайно. Впервые она вовлеклась во время 5-дневного семинара по самопомощи, стоимость которого составила $2 000. Затем организация у неё потребовала $5 000 за следующие 11 дней. Эдмондсон констатировала, что было много способов, которыми ею манипулировали. В конце концов она поднялась в иерархии организации до наивысшего статуса «наблюдателя».
Эдмондсон связалась с компанией NXIVM, находившейся в Олбани (Нью-Йорк). Покинув её в начале 2017 года, она публично осудила организацию: по её словам, её пригласили в DOS — подразделение внутри NXIVM, которым руководили Кит Раньер и Эллисон Мэк, где ей поставили клеймо в виде инициалов Раньера и Мэк в доме Мэк в Олбани. Эдмондсон показала клеймо при разоблачении NXIVM в New York Times.
Эдмондсон подала жалобу в Государственный департамент Нью-Йорка на врача-остеопата Даниэль Робертс, сославшись на то, что клеймо поставила последняя. Департамент ответил, что это не в его компетенции, так как предполагаемые действия не происходили в отношениях доктора и пациента, и посоветовал Эдмондсон сообщить о происшедшем в полицию. После обвинения от Эдмондсон и других Робертс была отстранена от практики в Госпитальной системе Висконсина, где она проходила практику в 2012—2014 годах. Впоследствии Раньер и Мэк были арестованы по обвинениям в расходах, связанных DOS; на январь 2019 года был назначен суд.
Эдмондсон участвовала в подкасте 2018 CBC «Разоблачение: Побег из NXIVM» (англ. Uncover: Escaping NXIVM) — расследовательский подкаст о группе, её лидере Ките Раньере и побеге одной женщины.
Её книга «Рубцы. Подлинная история о том, как я сбежала из NXIVM — культа, связавшего мою жизнь» (англ. Scarred: The True Story of How I Escaped NXIVM, the Cult That Bound My Life) была издана с помощью Chronicle Books в сентябре 2019 года.
Эдмондсон появляется в документальном сериале «Клятва», режиссёром которого выступили Джихейн Науджейм и Карим Эймер; премьера состоялась 23 августа 2020 года на канале HBO.